# Estnische Alexanderschule

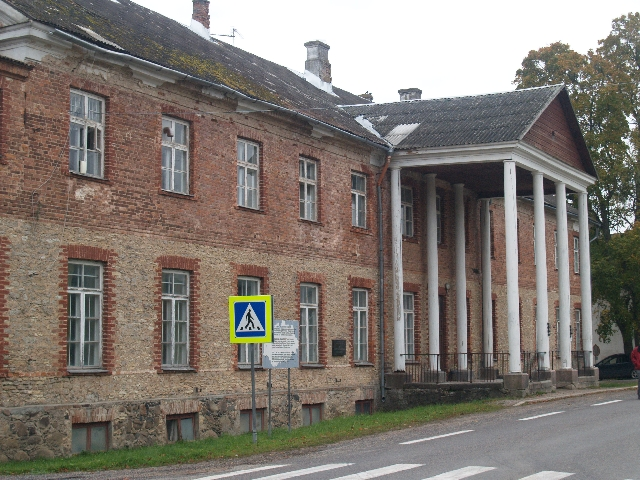
Schulgebäude heute in Väike-Kamari, Landgemeinde Põltsamaa.

Die Estnische Alexanderschule war eine auf eine Initiative der nationalen Emanzipationsbewegung zurückgehende höhere Schule in Estland, die von 1888 bis 1906 in der Nähe von Põltsamaa tätig war.

## Idee
Höhere Schulbildung war für Esten lange Zeit nur auf Deutsch und später Russisch möglich. Seit Anfang der 1860er-Jahre war in nationalen Kreisen der Gedanke aufgekommen, dass höhere Bildung auch auf Estnisch ermöglicht werden sollte. Konkret (und öffentlich) formuliert wurde er im dritten Wunsch von Jakob Hurt in seiner berühmten Rede auf dem Ersten estnischen Liederfest 1869: „So schnell wie nur irgend möglich müsste bei uns eine solche höhere estnische Schule, in der der Unterricht auf Estnisch gegeben wird, […] gegründet werden […].“ Noch im gleichen Jahr wurde von den Behörden die Erlaubnis zum Geldsammeln für diesen Zweck erwirkt. 1870 wurde ein Hauptkomitee zur Errichtung der Alexanderschule in Tarvastu gegründet, dessen Aufgabe zunächst darin bestand, „in allen Gegenden, wo Esten wohnhaft waren, zur Empfangnahme von Spenden Sammelkomitees ins Leben zu rufen, die als lokale Organe fungieren konnten“. Veranschlagt wurde, dass für eine derartige Schulgründung wenigstens 100.000 Rubel notwendig sein würden, die man sich anschickte „Kopeke für Kopeke“ zusammenzutragen.

## Umsetzung
Tatsächlich gelang es in weniger als zwanzig Jahren insgesamt 104.271 Rubel aufzubringen. Insgesamt hatte es über das ganze Land verteilt 146 Ortskomitees gegeben, deren Versammlungen zu „nationale[n] Manifestationen [wurden], die die örtliche deutsche Oberschicht mit zunehmendem Argwohn betrachtete.“
Das stieß auf den Widerstand der deutschen Oberschicht, von der zu „Beginn des Jahres 1877 […] stärkere Streitkräfte zusammengezogen und eine Hauptschlacht gegen die Alexanderschule unternommen“ wurden. Da es im weiteren Verlauf auch Meinungsverschiedenheiten innerhalb der estnischen nationalen Bewegung gab, die beispielsweise 1881 zur Spaltung der Estnischen literärischen Gesellschaft in einen konservativen und einen radikalen Flügel führten, geriet das ganze Projekt ins Stocken.
Schließlich war es die unter Alexander III. verschärfte Russifizierung, die den ursprünglichen Plan endgültig scheitern ließ: Mit dem gesammelten Geld konnte zwar 1888 tatsächlich auf einem Gut in der Nähe von Põltsamaa eine neue höhere Lehranstalt eröffnet werden, aber Unterrichtssprache war Russisch. Immerhin existierte das Estnische als Unterrichtsfach, und es gab noch einige andere Besonderheiten im Lehrplan: So wurden 10 Stunden Deutsch in der Woche unterrichtet und acht Stunden allgemeine Geschichte, was in den normalen Stadtschulen nicht üblich war.
Die 1906 erfolgte Schließung ist zu sehen im Zusammenhang mit der behördlichen Reaktion auf die Ereignisse der Revolution von 1905, an der sich viele Schüler, aber auch Lehrer beteiligt hatten.

## Sekundärliteratur
- Heinrich Rosenthal: Kulturbestrebungen des estnischen Volkes während eines Menschenalters (1869–1900). Reval: Cordes & Schenk 1912. 374 S.
- Hans Kruus: Eesti Aleksandrikool. Tartu: Noor-Eesti 1939. 354 S.
- Eesti Aleksandrikool ja põllumajanduslik haridus. 100 aastat kooli asutamisest. Tallinn: Valgus 1988. 135 S.
- Aleksander Elango, Endel Laul, Allan Liim, Väino Sirk: Eesti kooli ajalugu. 2. köide. 1860. aastaist 1917. aastani. Tallinn: Teaduste Akadeemia Kirjastus 2010. 774 S.